# IC 200
IC 200 ist eine Balken-Spiralgalaxie vom Hubble-Typ SBbc im Sternbild Dreieck am Nordsternhimmel. Sie ist schätzungsweise 241 Millionen Lichtjahre von der Milchstraße entfernt und hat einen Durchmesser von etwa 145.000 Lj.

Im selben Himmelsareal befindet sich u. a. die Galaxie NGC 804.
Die Galaxie wurde früher häufig mit PGC 8064 verwechselt und auch heute noch in einigen Datenbanken so aufgeführt.
Das Objekt wurde am  1. Dezember 1866 vom US-amerikanischen Astronomen Truman Henry Safford entdeckt.